# Río Parnaíba
El río Parnaíba, conocido como Velho Monge (en español, «Viejo Monje») es un importante río del noreste de Brasil, que en todo su curso forma la frontera natural entre los estados de Piauí y de Maranhão. Nace en las estribaciones de la Chapada das Mangabeiras, a una altitud de unos 700 metros, y tras recorrer 1485 kilómetros, acaba desembocando mediante un gran delta en el océano Atlántico. Las secciones central y superior de este río están separadas por saltos de agua, pero por lo demás es enteramente navegable.
Baña las ciudades de Guadalupe, Floriano, San Francisco de Maranhão, Teresina (capital de Piauí) con su ciudad gemela Timón y, finalmente cerca de su desembocadura, Parnaíba.
Antes de desaguar en el Atlántico, el Parnaíba forma un amplio delta con un área de manglares de aproximadamente 2.700 km² y casi 100 km de litoral, compuesto por tres brazos principales, del que el intermedio desemboca en la bahía de Canários, y forma la frontera entre los estados de Piauí y de Maranhão; el oriental, el río Iguaçu, después de bañar la ciudad de Parnaíba, desemboca en el océano cerca de la ciudad de Luís Correia; y el occidental, el río Santa Rosa es el más complejo y se subdivide en diferentes ramas, que dejan entre ellas numerosas islas (más de 70).
Su cuenca, de 344.112 km², es una de las 12 regiones hidrográficas del país y drena el 4,04% del territorio brasileño (la segunda más pequeña por superficie). Es la segunda cuenca en importancia de la Región Nordeste, después de la del río São Francisco. Drena casi todo el estado de Piauí y parte de Maranhão y de Ceará.

## Historia
Nicolau Resende descubrió el río Parnaíba completo en 1571, cuando sufrió un naufragio en las proximidades de su boca. Antes de su nombre actual tuvo otros: Fam Quel Coous (Miler, 1519); río Grande (Luis Teixeira, 1574); río Grande de los Tapuios (Gabriel Soares Moreno, 1587); Paravaçu (Padre Antônio Vieira, 1650); Paraguas (Guillaume de L’isie, 1700); y Param-Iba (Dauville). El nombre Parnaíba se debe al bandeirante paulista Domingos Jorge Velho, nombre dado en recuerdo de la tierra donde nació, la villa de Santana de Parnaíba, en las márgenes del río Tietê en el actual estado de São Paulo.
Con la formación del territorio de la provincia de Piauí, en 1718, el río Parnaíba sirvió como división natural con el vecino estado de Maranhão.

## Geografía

Cuenca del Parnaíba

Su curso se suele considerar habitualmente dividido en tres secciones:
- el alto Parnaíba, desde las nacientes hasta la presa de Boa Esperança (un tramo de 766 km);
- el medio Parnaíba, desde la presa hasta la desembocadura del río Poti en las cercanías de la capital del estado de Piauí, la ciudad de Teresina;
- el bajo Parnaíba, desde la boca del río Poti hasta el océano Atlántico.

El río Parnaíba, que viaja unos 1.485 kilómetros hasta su desembocadura, está situado en una zona de transición entre la árida Región Nordeste, de escasa vegetación castigada por el sol y la región amazónica cubierta de bosques, denominada Meio Norte de Brasil. El río Parnaíba baña 20 municipios de Piauí y 22 de Maranhão. El régimen del Parnaíba es pluvial, como el de casi todos los ríos y las cuencas de Brasil.
El valle del Parnaíba tiene más de tres mil kilómetros de ríos perennes, cientos de lagos, y aun así, la mitad del agua del subsuelo del Nordeste, calculadas en cada diez billones de metros cúbicos al año.
Los principales afluentes que se encuentran en el estado de Piauí son los ríos Uruçui Vermelho (90 km), Taquara (60 km), Riozinho (140 km), Volta (120 km), Uruçuí-Preto (300 km), Catapora (90 km), Prata (140 km), Gurgueia (740 km), Itaueira (250 km), Canindé (350 km), Mulato (60 km), Poti, Raiz (60 km), Piranhas (105 km), Longá (320 km), Pirangi (130 km) y Portinho (60 km).
En Maranhão, los afluentes más importante son los ríos Parnaibinha, Medonho, Babilônia, Limpeza, río Balsas (el más importante), Bacuri, Santo Estevão, Pureza e Pedra Furada.

### Curso alto
El río Parnaíba nace en las estribaciones de la Chapada das Mangabeiras, en la sierra de Jalapão, a una altitud de 700 metros, en una región hoy preservada por el Parque Nacional de las Nacientes del Río Parnaíba (establecido en 2002 con un área protegida de 72.981,3 km² pertenecientes a los estados de Piauí, Maranhão, Bahía y Tocantins). El Parnaíba se forma de la confluencia principalmente de varios cursos de agua: el río Água Quente, que a veces se considera el propio Parnaíba, en la frontera entre Piauí y Maranhão; y los ríos Parnaibinha no Maranhão, Curriola y Lontra, todos en Piauí. Las nacientes están en una zona deshabitada y las dos localidades más próximas son Curupí y Brejinho, ambas en el lado de Maranhao. La falta de carreteras y la distancia han creado una cierta inaccesibilidad a la región. Este aislamiento, junto con la pobreza y la ignorancia de los residentes más cercanos, han creado un sistema de vida muy rústico, en el que se acostumbra a hacer frecuentes queimadas en ciertas épocas del año que no se justifican económicamente.  
En su curso superior (desde los municipios de Barreiras (PI) y Alto Parnaíba (MA)) hasta la boca del río Gurguéia (municipio de Jerumenha), el río recibe las aguas tanto de Maranhão como de Piauí, atravesando una región rica en pantanos y arroyos. Desde su nacimiento hasta el municipio de Santa Filomena tiene fuertes pendientes, sufriendo a partir de ahí una reducción gradual llegando en los últimos kilómetros de su curso a tener una pendiente de menos de 25 cm/km.
En esta primera sección, el río discurre en dirección S-N, y después de recibir por la derecha a los ríos Uruçui Vermelho (90 km) y Taqueira (60 km) y, por la izquierda, al Parnaibinha, pasa por las ciudades de Santa Filomena y Alto Paraíba (10.304 hab. en 2007). Sigue en dirección norte, recibiendo por la derecha al Medonho y al Pedra Furada, procedentes de la sierra do Penitente, y por la izquierda, al riacho Sucuruju y luego, después de pasar por Tasso Fragoso, al Riozinho (140 km) y al riacho de Paulo. El Parnaíba gira a continuación progresivamente en dirección sureste, llegando a la ciudad de Ribeiro Gonçalves (5711 hab. en 2004), y después de recibir por la derecha al río Uruçuí-Preto (300 km), alcanza las localidades piuienses de Benedeito Leite (5.498 hab. en 2004) y Uruçuí (19.811 hab. en 2004), situadas en el extremo de la larga cola del embalse de Boa Esperança (más de 150 km). En este tramo también recibe, por la izquierda, al otro lado del embalse, al río Balsas, el más importante de los afluentes maranhenses.
A orillas del embalse se encuentra la pequeña ciudad portuaria de Porto Alegre do Piaui (2 520 hab. en 2004) y, en la margen opuesta, la maranhense Nova Iorque (4342 hab. en 2004). El valle toma dirección este y, tras dejar atrás la gran presa, se alcanza finalmente la ciudad de Guadalupe (10.751 hab. en 2004). Las obras de la presa comenzaron en 1964 y fue inaugurada en abril de 1970; tiene una potencia instalada de 273,3 MW y el dique tiene 53 m de altura y 3.623 m de longitud. El embalse tiene una lámina de agua de 352,2 km² (algunas fuentes hablan de hasta 1800 km²).

### Curso medio

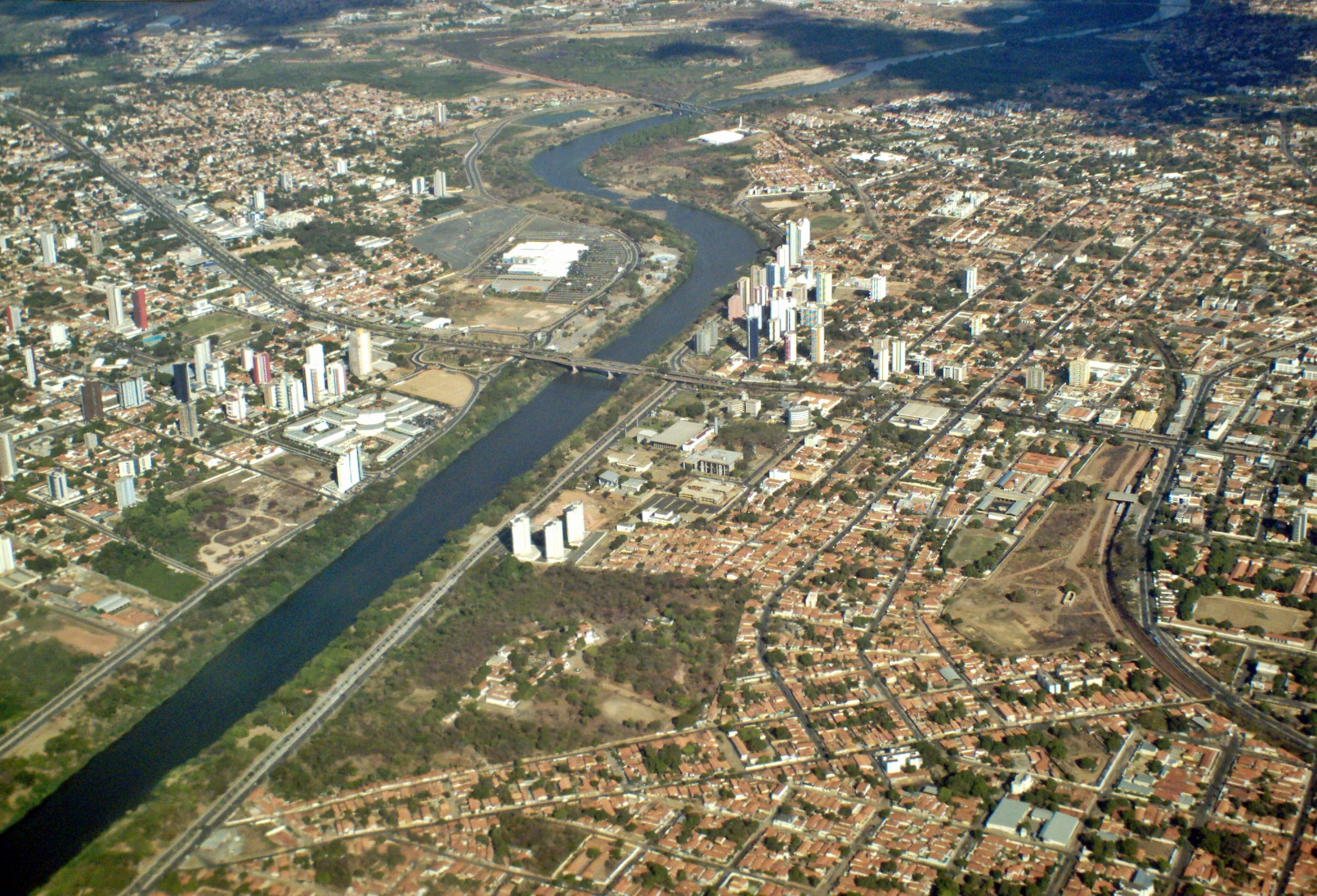
Vista aérea de la capital Teresina, con el río Poti en primer término

En el curso medio, que se extiende desde la desembocadura del Gurguéia a la boca del río Poti (municipio de Teresina), las aguas que recibe proceden casi exclusivamente de Piauí, con muy pocos afluentes por la otra mano. El río pasa de tener unos 100 m de ancho justo aguas abajo de la presa de Boa Esperança hasta casi 200 m.
Dejada atrás la presa recibe pronto por la derecha al largo río Gurgueia (740 km, aunque los primeros 82 km de su curso son intermitentes) y luego llega a la ciudad de Floriano, la mayor de este curso medio, con 56 880 hab. en 2006. El río vuelve a girar hacia el norte, y, tras recibir por la derecha al río Itaueira (250 km), llega a las localidades gemelas de São Francisco do Maranhão (12.822 hab. en 2004) y Amarante (17.067 hab. en 2004), situadas en ambas márgenes del río, justo en la desembocadura del río Canindé (350 km).
Sigue avanzando hacia el norte, llegando a Palmeirais (12.622 hab. en 2004), Parnarama (33.052 hab. en 2004) y finalmente a Teresina, la capital del estado de Piauí, en la desembocadura del río Poti.

### Curso bajo
En el curso bajo, además de aguas piauienses y maranhenses, el río se nutre también de aguas procedentes del estado de Ceará. Este tramo, en el que el río que llega a alcanzar los 350 m de anchura, se extiende desde la desembocadura del Poti a la boca del propio Parnaíba (municipio de Ilha Grande).
Tras dejar atrás Teresina, el río sigue hacia el norte, pasando por União (43.135 hab. calculados en 2009), Duque Bacelar (10.827 hab. en 2009),
Miguel Alves (30 962 hab. en 2004) y Milagres do Maranhão (7.540 hab. en 2004). Continua por Santa Quitéria do Maranhão (29.551 hab. calculados en 2009), Joca Marques (4.491 hab. en 2004) y Luzilândia (23 241 hab. en 2004), donde está instalada una estación que mide el aforo del río. Sigue por  Magalhães de Almeida  (14.808 hab. calculados en 2009), Murici dos Portelas (8.024 hab. en 2009) y Arame (27.750 hab. en 2004).
Tras recibir al último de sus afluentes importantes por la margen derecha, el Longá (320 km), el Parnaíba alcanza un amplio delta en la zona ya cercan a la desembocadura.

### Delta del Parnaíba

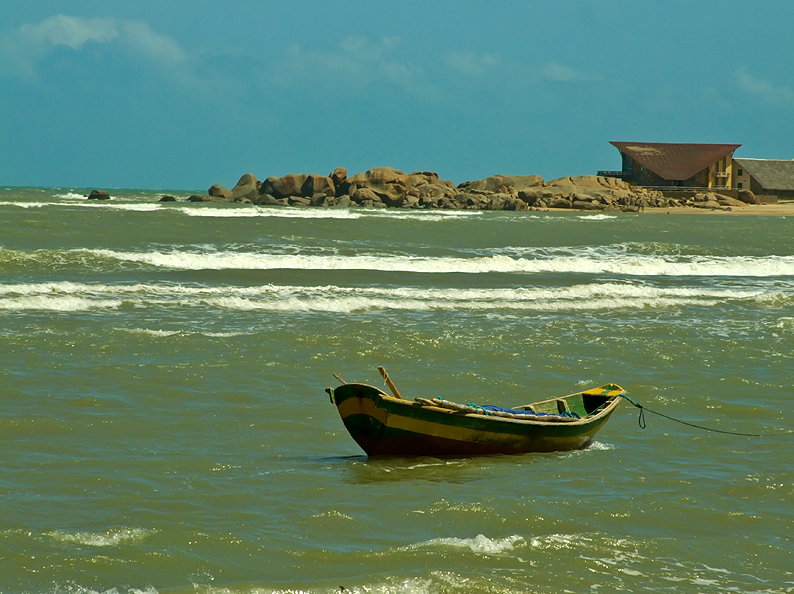
Playa en el delta

Antes de penetrar en el océano Atlántico, el Parnaíba forma un amplio y recortado delta, el único delta en mar abierto de las Américas y uno de los tres más grandes del mundo en extensión y belleza natural (los otros son los del río Nilo, en Egipto, y el del río Mekong, en el sudeste asiático). El delta del Parnaíba es un importante punto turístico, que atrae a gentes de todo el mundo interesadas en el turismo ecológico. La capital del delta es la ciudad que lleva el nombre del río, Parnaíba, la segunda ciudad en importancia del estado de Piauí, que contaba con más de 146.059 hab. en 2006.
El delta comienza donde el río se divide y donde se encuentra el punto más alto, en el extremo noroeste de la isla Tucuns da Mariquita, donde la corriente del río se bifurca para formar primero el tortuoso ramal de Santa Rosa (de 90 km de longitud) y luego el ramal de Igaraçu (32 km). De estas bifurcaciones, que se subdividen en numerosos brazos e igarapés, salen los principales canales del río, que, intercalados por numerosas islas (más de 70),  van a terminar en el océano a través de cinco bocas grandes, que son, de oeste a este: Tutóia, Melanciera (en español, «sandía», también llamada de Carrapato, «garrapata»), Caju (en la isla de Caju), Canários (en la isla de las Canários, de 28 km, el curso principal del Parnaíba) e Igaraçu. El ramal de Santa Rosa (con las bocas de Tutóia, Melancieras y Caju) se encuentra en Maranhao, el Canários separa los estados de Piauí y Maranhão y el ramal de Igaraçu está localizado en Piauí, separando el municipio de isla Grande (con 8.656 hab. en 2006 y una superficie de 134,32 km²) del de Santa Isabel, en el continente.

## Hidrología
El caudal del río ha sido observado durante 12 años (1982-93) en Luzilândia, una localidad de Piauí situada a 56 kilómetros de la boca, es decir, aguas arriba de su delta, casi al final de su discurrir. En Luzilândia, el caudal medio anual o módulo observado durante ese período fue de 846 m³/s para una cuenca 322.823 km², casi toda la cuenca del río.
La lámina de agua de escorrentía en la cuenca es de unos 83 milímetros por año. Por su cauce corren, cada año, 20 hm³ de agua, mientras que la precipitación pluviométrica media, en las regiones que atraviesa, es de alrededor de 1.500 mm/año.
Caudal medio en la estación hidrológica de Luzilândia
(en m³/s, para una cuenca de 322.823 km², en el período 1982-93)
Gran río de los confines del noreste de Brasil, el río Parnaíba parece, de la lectura de este cuadro, como relativamente regular, bastante más, por ejemplo, que el río Xingu, el gran río de la Amazonia oriental. Se constata que el Parnaíba conserva en todas las estaciones una caudal muy significativo. La proporción entre los flujos medios del mes de agosto, mes de máximo estiaje, y el mes de abril, el mes de máxima crecida, es solo de 1 a 6.
Durante el período de estudio, el caudal máximo mensual fue 7.166 m³/s, mientras que el caudal medio mensual de estiaje fue de 314 m³/s, una situación de regularidad más favorable, por ejemplo,  que el patrón del Loira francés (en Montjean-sur-Loire: 60 m³/s de caudal mensual mínimo contra 4.200 m³/s de caudal máximo, una proporción de 1 a 70).

### Régimen fluvial del Parnaíba
El Parnaíba tiene un régimen similar al del São Francisco, situado en el sureste del estado de Bahía. Discurriendo en una región de transición entre el régimen de los ríos ecuatoriales y los semi-áridos del Nordeste, recibe por el lado izquierdo afluentes perennes, mientras que por el lado derecho son predominante afluentes temporales, resultado del sertão semiárido. A partir de enero o febrero tienen lugar sus crecidas; las aguas se desbordan inundando las orillas y alimentando una serie de estanques localizados a lo largo de su curso inferior. En esta región, las grandes inundaciones suelen afectar a la ciudad de Parnaíba

## Importancia económica
Toda la economía, toda la historia de este estado de alguna manera se liga al Parnaíba que tiene un importante papel socioeconómico. Esto se produce principalmente por el potencial de sus recursos naturales, que propician el desarrollo de muchas actividades: pesqueras y agropastoriles, la navegabilidad, la energía eléctrica, el abastecimiento urbano, el ocio y recreo, entre otras. Las posibilidades de navegación del río facilitaron el poblamiento y las comunicaciones hasta hace poco tiempo. Hoy en día, la navegación se hace sobre todo durante las épocas de crecidas y mediante pequeñas embarcaciones.
El río Parnaíba fue el lugar de nacimiento de Teresina. La capital fue diseñada y construida en sus márgenes debido a la importancia estratégica de su navegación, con el objetivo de aprovechar el crecimiento de Piauí y frenar la influencia del Maranhão comenzaba a ejercer sobre el interior piauiense. A pesar de que es la frontera natural de los dos estados, es un hecho reconocido que su relevancia histórica, económica y cultural es mucho mayor para Piauí que para Maranhão, hasta el punto de ser exaltado en el propio himno del Estado de Piauí.

### Navegabilidad
El río Parnaíba es navegable desde Santa Filomena, una longitud de 1176 km, en el que los mayores obstáculos son los bancos de arena y algunas afloramientos rocosos. La construcción de la represa de Boa Esperança, en el km 669, aguas arriba de la ciudad de Guadalupe, ha eliminado algunos de ellos y ha hecho posible la navegación aguas arriba de la presa. Así es navegable, en su estado natural, es decir sin estar canalizado o embalsado, más de 1000 km, de los que 350 km corresponden al tramo entre las ciudades de Urucuí y de Santa Filomena, aguas arriba de la presa de Boa Esperança, y 669 km aguas abajo, entre la presa y el océano.
Su navegabilidad y su ubicación en una zona bastante poblada, hacen que el Parnaíba tenga una importancia económica real en términos de transporte. Se utiliza especialmente para el transporte de productos agrícolas regionales.

### Central hidroeléctrica
A la altura del municipio piauiense de Guadalupe, en el Medio Parnaíba, se construyó la presa de Boa Esperança, que impulsa la Central hidroeléctrica de Boa Esperança, ordenada por el entonces Presidente de la República, Castelo Branco, generadora de energía e integrante del sistema CHESF. La más importante del Nordeste Occidental represa cinco billones de metros cúbicos de agua del río Parnaíba. La presa ha proporcionado grandes beneficios a la población: la piscicultura, la regulación del curso del río, lo que evitará las inundaciones, y la mejorar de la navegación en el río Parnaíba.
La planta forma un lago artificial grande, alcanzando un alto volumen de agua hasta la ciudad de Porto Alegre do Piauí. En Maranhão, la única ciudad que se encuentra en los márgenes del río Parnaíba y que está bañada por el lago artificial es (Maranhão). En la ciudad de Guadalupe, en las orillas del lago, hay hoteles y balnearios.

## Problemas medioambientales
En el Bajo Parnaíba es donde se observa un aumento de la deforestación de sus márgenes, y el aumento de la sedimentación. Es también la región donde hay un mayor número de fábricas, como las de caña de azúcar y celulosa, que producen azúcar y alcohol. Es donde se encuentran los mayor núcleos urbanos, que liberan en él grandes cantidades de aguas residuales. La ocupación de sus riberas, la limpieza de la vegetación ribereña, la construcción de la hidroeléctrica de Buena Esperanza dieron lugar a la colmatación —y la consiguiente pérdida de su navegación—, a la disminución de su volumen de agua y a la desaparición de especies animales, una vez comunes en la región. Comienzan a aparecer las "coroas", oriundas del alargamiento del río.

## Curiosidades
- Es el mayor río de la Región Nordeste de Brasil.
- Sirve como límite entre los estados de Piauí y de Maranhão.
- Es navegable en todo su curso.
- Compone junto con la cuenca del río Paraná y la del río Amazonas, las tres principales cuencas sedimentarias brasileñas.